# Pero daulus
Pero daulus là một loài bướm đêm trong họ Geometridae.